# Vlasta Parkanová
Vlasta Parkanová, née le 21 novembre 1951 à Prague, est une femme politique et avocate tchèque, membre du mouvement TOP 09.

## Biographie

### Situation personnelle
Née Vlasta Trnovcová elle passe sa jeunesse à Tábor avant d'étudier le droit à l'université Charles de Prague, d'où elle sort diplômée en 1975. Elle travaillera ensuite comme juriste dans diverses entreprises d'État, principalement dans des organisations agricoles.

### Parcours politique
Cofondatrice de la section locale de Tábor du Forum civique, elle devient membre du club libéral du Forum et est élue de 1990 à 1992 député à l'Assemblée fédérale de Tchécoslovaquie, sous les couleurs du Forum civique puis de l'ODA, parti auquel elle adhère en 1991.
À partir de 1992 Vlasta Parkanová travaille au ministère tchèque des Affaires étrangères, puis au ministère de l'Intérieur.
Durant la deuxième moitié des années 1990 elle est deux fois ministre de la Justice dans les gouvernements de Vaclav Klaus et de Josef Tošovský. Elle est élue à la Chambre des députés tchèque en 1997 (élection partielle), et en 1998 sous les couleurs du KDU-ČSL, parti qu'elle rejoint en 2001. Elle préside à la Sněmovna le groupe parlementaire du parti en 2006. Elle est, à partir du, 19 janvier 2007 ministre de la Défense dans le gouvernement de Mirek Topolanek. Martin Barták lui succède le 8 mai 2009.
Vlasta Parkanová figure régulièrement en tête du classement des personnalités tchèques les plus populaires, qui est établi régulièrement par l'institut de sondages STEM.
Ayant rejoint le parti TOP 09 de Miroslav Kalousek et Karel Schwarzenberg, elle est réélue députée en mai 2010 et devient ensuite vice-présidente de la Chambre des députés. Mise en cause pour abus de pouvoir et abus de confiance dans l'achat de quatre avions CASA, à l'époque où elle était ministre de la Défense, elle démissionne en juillet 2012, à la suite de la levée de son immunité parlementaire par la Chambre.